# Папуга буроголовий
Папу́га буроголовий (Psilopsiagon aymara) — вид папугоподібних птахів родини папугових (Psittacidae). Мешкає в Болівії і Аргентині.

## Опис

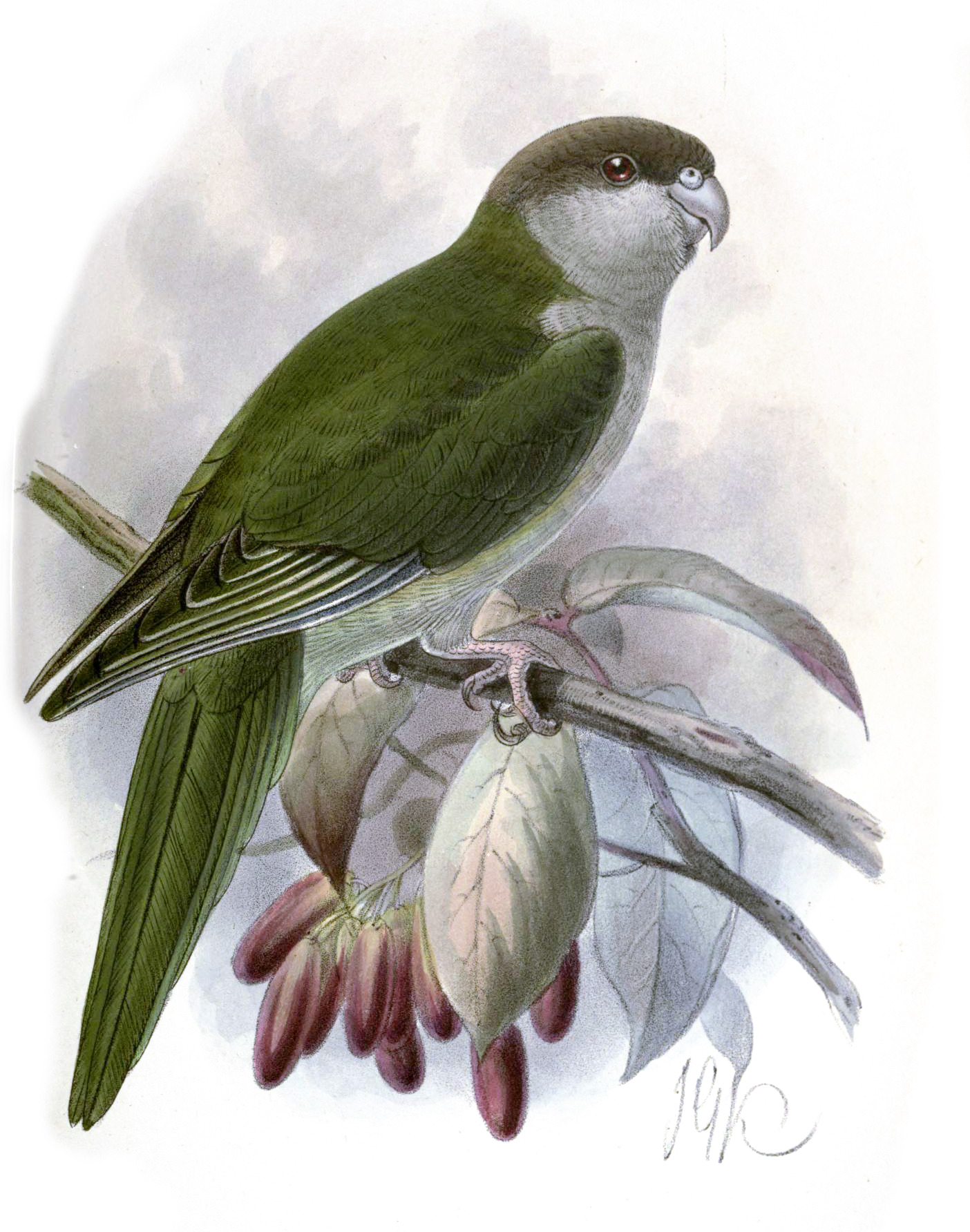
Буроголовий папуга

Довжина птаха становить 20 см, вага 45 г. Верхня частина тіла зелена, гоки і нижні покривні пера крил зеленувато-жовті. Лоб і тім'я бурувато-сірі, підборіддя, горло і груди білувато-сірі, груди  боків мають блакитнуватий відтінок. Живіт зелений з блакитнуватий відтінком. Хверх довгий, гострий, зверху зелений, знизу сірий. Дзьоб тілесного кольору, райдужки карі, дзьоб і лапи коричнювато-сірі. У самиць забарвлення дещо тьмяніше, ніж у самців, дзьоб і  лапи сірі. Молоді птахи мають більш тьмяне забарвлення, живіт у них жовтувато-зелений, хвіст коротший.

## Поширення і екологія
Буроголові папуги мешкають на високогір'ях Анд на території Болівії і Аргентини. Вони живуть в сухих високогірних чагарникових заростях, на висоті від 1800 до 3000 м над рівнем моря. Під час негніздового періоду утворюють невеликі зграї. Живляться насінням, ягодами і опалими плодами, яких шукають на землі. Сезон розмноження в Аргентині триває з листопада по січень. Буроголові папуги гніздяться в дуплах дерев і кактусів, в тріщинах серед скель, в термітниках. В кладці від 4 до 6, іноді до 10 яєць, інкубаційний період триває 29-30 днів. Пташенята стають повністю самостійними через 6 тижнів після вилуплення.